# América, América (cançó)
Amèrica, Amèrica és una cançó de música pop escrita per José Luis Armenteros i Pablo Herrero, i interpretada pel cantant valencià Nino Bravo el 1973.
L'orquestra fou gravada a Londres, mentre que la veu fou interpretada per Nino Bravo a Madrid, unes setmanes abans del seu accident de trànsit mortal. L'àlbum sortí a la venda mesos després de la seva mort i es convertí en un èxit de vendes i el senzill aconseguí ser el número u de les llistes d'èxits espanyoles el 1973. La cançó fou inclosa al Saló de la Fama dels Grammy llatins el 2013.

## Versió de Luis Miguel
La cançó fou interpretada per Luis Miguel durant la seva participació al Festival de Viña del Mar de 1986. Posteriorment, la peça original fou modificada i inclosa al seu àlbum en directe América & en vivo. El senzill aconseguí el número 20 de la llista Billboard Hot Latin Songs i es mantingué durant tretze setmanes. El videoclip d'América, América fou filmat en diversos lloc dels Estats Units i Puerto Rico i guanyà el premi MTV Internacional als MTV Video Music Awards de 1993.